# Розуміння коміксу
Розуміння коміксу (англ.  Understanding Comics) — мистецтвознавчий комікс Скотта Макклауда, що розповідає про комікси як повноцінне і самостійне мистецтво. У книзі дано глибокий і об'єктивний аналіз природи, прийомів, сприйняття і культурних особливостей коміксу, показано різноманітність цього виду мистецтва, описані відмінності між західними та азійськими мальованими історіями.

## Теми книги
Основні теми книги:
- Визначення, історія і потенціал коміксу;
- Візуальні зображення, інфографіка та ефекти;
- Залучення та участь читача;
- Слово-картинка. Динаміка;
- Час і рух в коміксі;
- Психологія стилів, ліній і кольору;
- Комікси і художній процес;

Поняття та ідеї, викладені автором, застосовуються в різних областях (зокрема, гейм-дизайн, анімація, розробка сайтів, проектування інтерфейсів). Знахідки, закономірності та тези книги будуть цікаві й корисні не тільки тим, хто малює комікси, але і представникам інших творчих професій.

#### М'яка обкладинка
- Tundra (1993): ISBN 1-56862-019-5
- Paradox Press (1993): ISBN 1-56389-557-9
- Kitchen Sink (1993): ISBN 0-87816-243-7
- HarperCollins (2004): ISBN 0-06-097625-X
- «Белое яблоко» (2016): ISBN 9-78599-0360-9-0

#### Тверда палітурка
- Kitchen Sink: ISBN 0-87816-244-5
- Vertigo: ISBN 1-56389-759-8